# Kobylańszczyzna
Kobylańszczyzna (ukr. Кобилеччина) – wieś na Ukrainie w rejonie złoczowskim obwodu lwowskiego.
Pod koniec XIX w. Kobylańszczyzna to leśniczówka na obszarze dworskim Strutynia, powiat złoczowski.
W czasie okupacji niemieckiej mieszkająca tutaj polska rodzina Jaremkowów ukrywała w swoim gospodarstwie 14 Żydów. W 2000 roku Instytut Jad Waszem uhonorował za to Jana i Teklę Jaremkowów (pośmiertnie) oraz ich syna Edwarda Jaremkowa tytułami Sprawiedliwych wśród Narodów Świata.